# Ussy
Ussy ist eine Gemeinde mit 845 Einwohnern (Stand: 1. Januar 2022) im Département Calvados in der Normandie im Nordwesten Frankreichs. Sie gehört zum Arrondissement Caen und zum Kanton Falaise. Die Einwohner werden Uxéodois genannt.

## Geografie
Ussy liegt etwa 26 Kilometer südsüdöstlich von Caen. Umgeben wird Ussy von den Nachbargemeinden Fontaine-le-Pin im Norden, Bons-Tassilly im Nordosten, Villers-Canivet im Osten, Leffard im Süden, Saint-Germain-Langot im Südwesten sowie Cesny-les-Sources im Westen und Nordwesten.

## Bevölkerungsentwicklung
| Jahr                       | 1962 | 1968 | 1975 | 1982 | 1990 | 1999 | 2006 | 2019 |
| Einwohner                  | 709  | 677  | 638  | 627  | 717  | 755  | 847  | 857  |
| Quellen: Cassini und INSEE |      |      |      |      |      |      |      |      |

## Sehenswürdigkeiten
- Menhire Pierre de la Hauberie und Pierre du Pôt, jeweils Monument historique
- Kirche Saint-Martin aus dem 13. Jahrhundert, Monument historique
- Herrenhaus aus dem 16. Jahrhundert
- Waschhäuser
- Arboretum

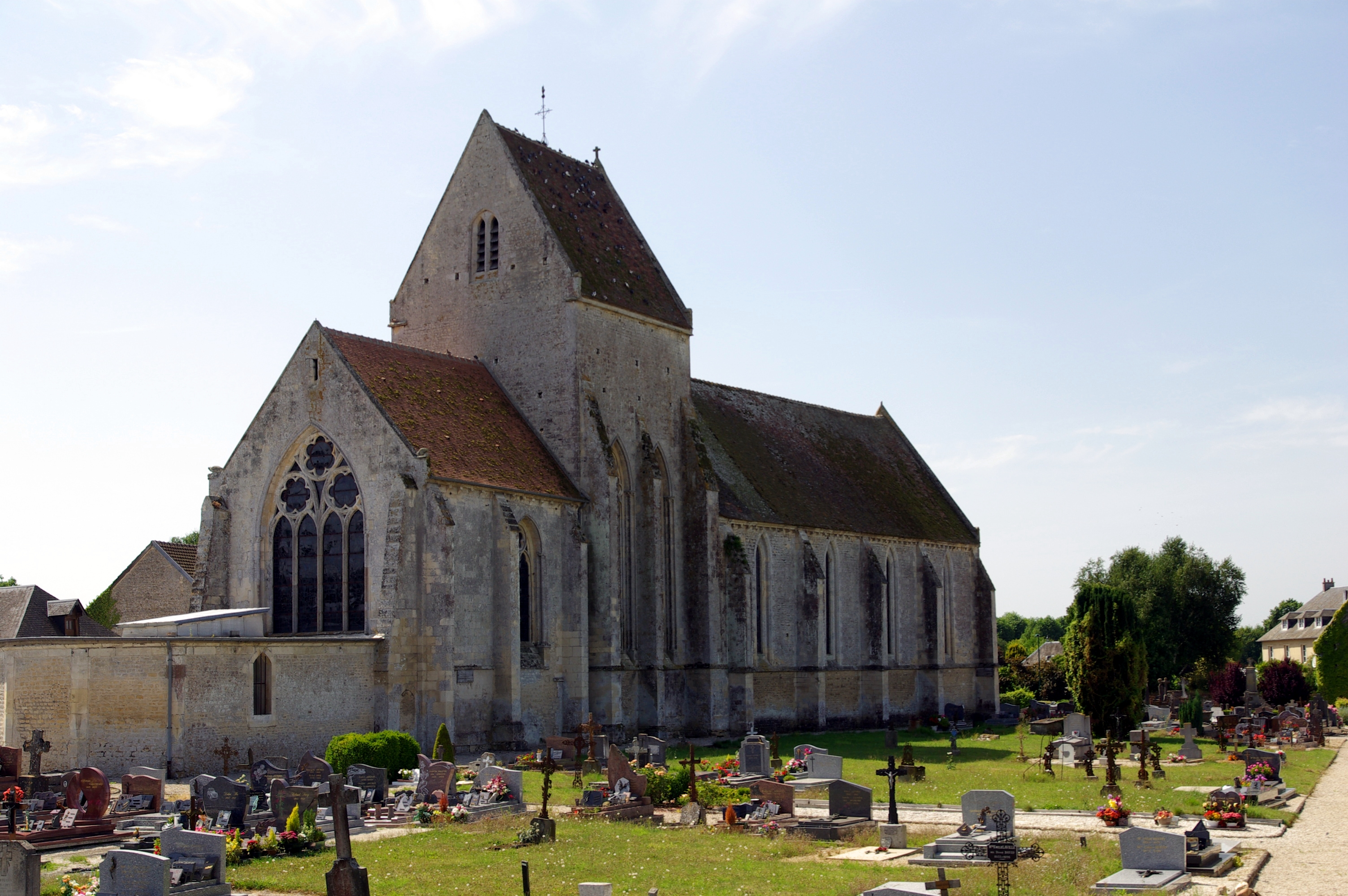
Kirche Saint-Martin
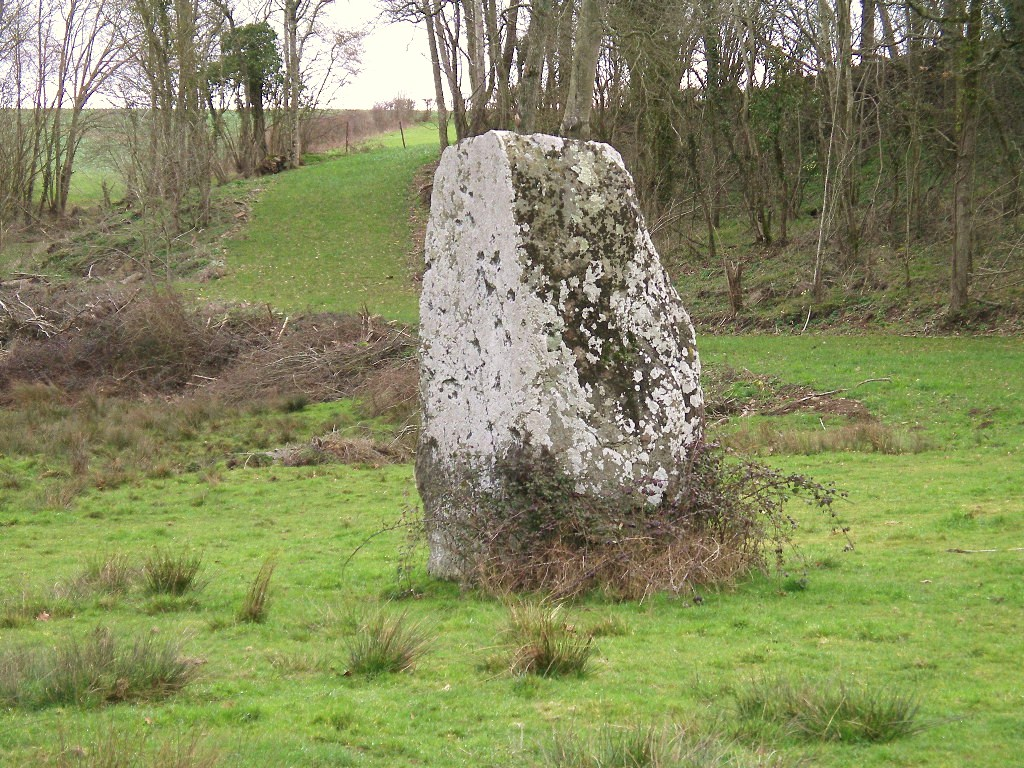
Menhir La Hauberie
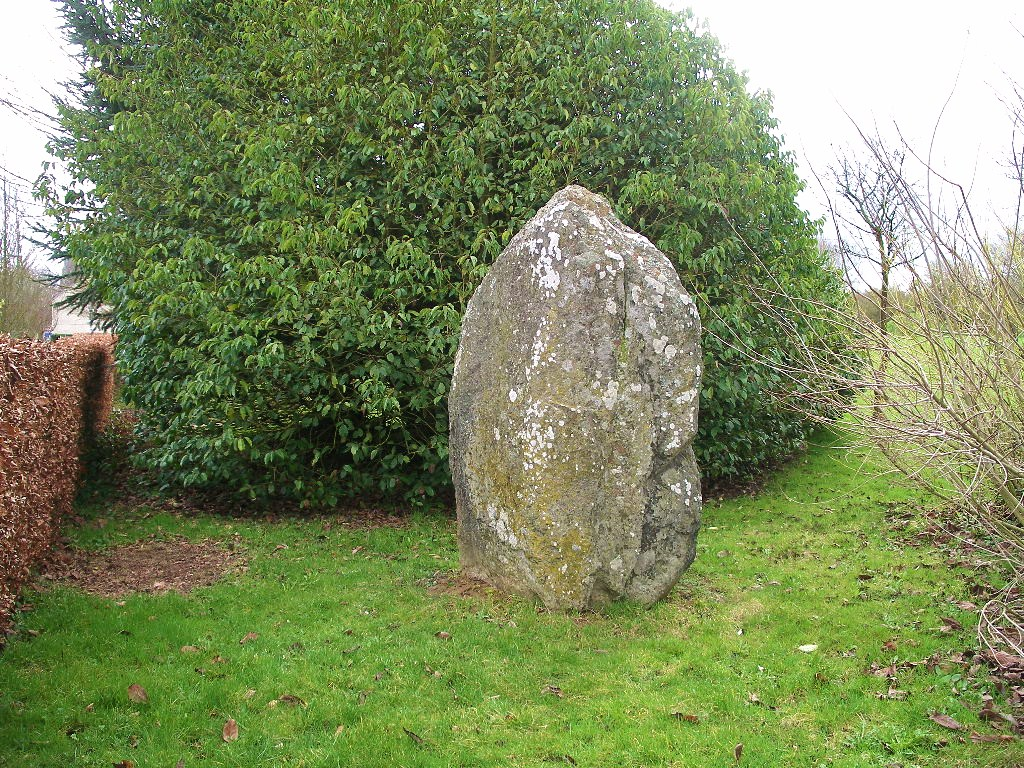
Menhir Le Pot
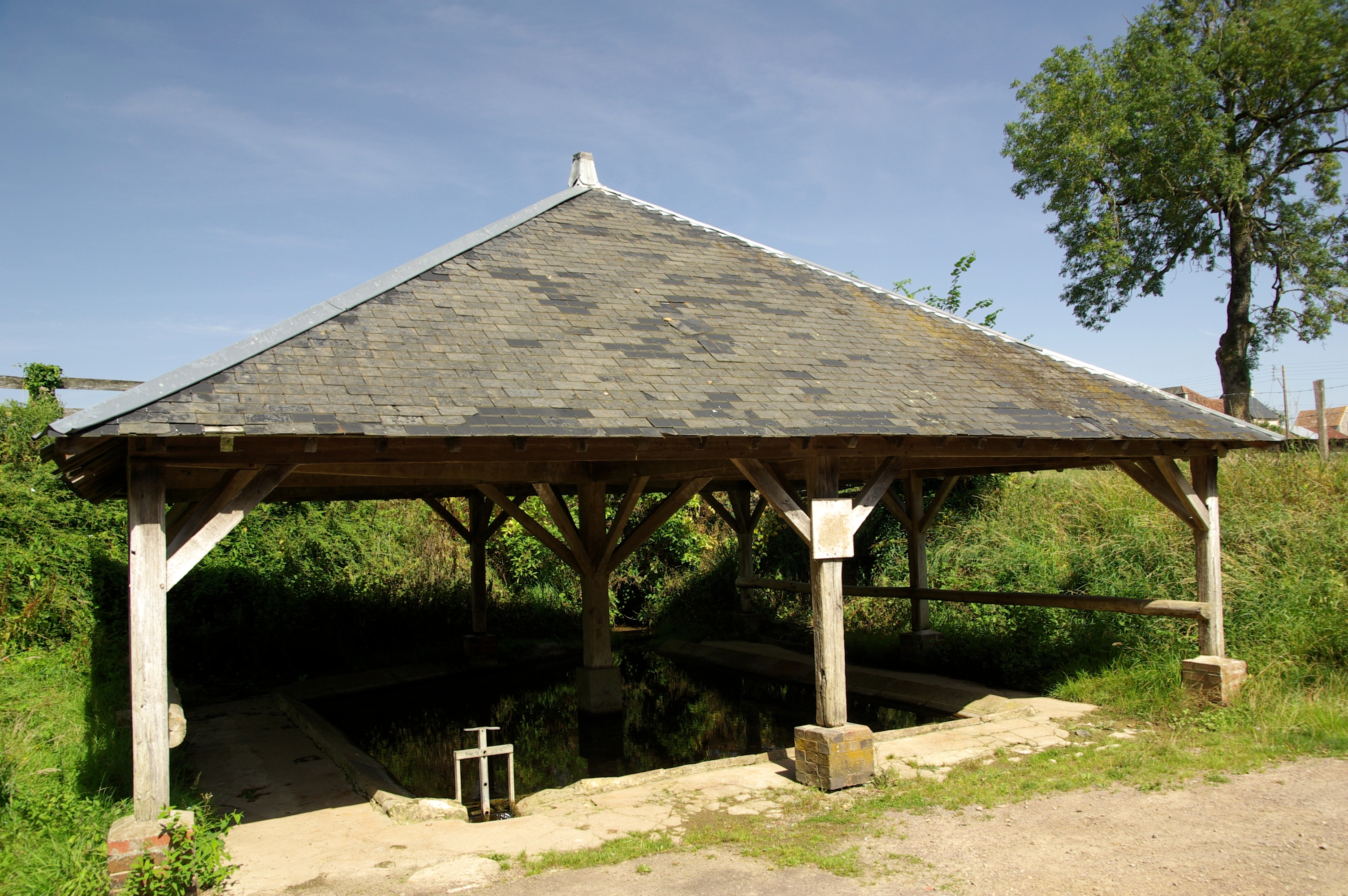
Waschhaus